# 横須賀町 (静岡県)
横須賀町（よこすかちょう）は静岡県の西部、小笠郡に属していた町である。現在の掛川市南西部にあたる。本項では発足時の村名である大須賀村（おおすかむら）についても述べる。

## 歴史

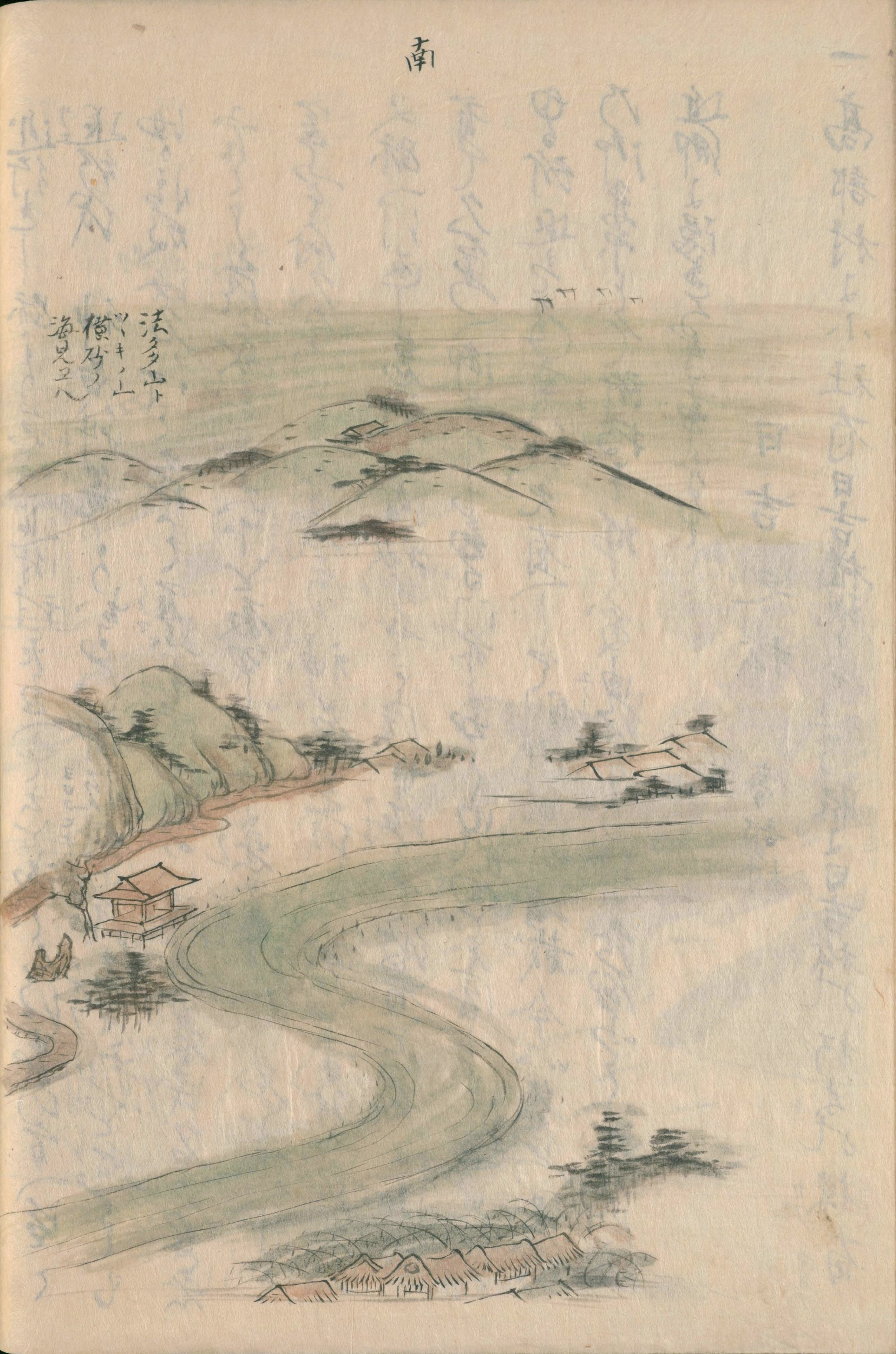
法多山から横砂への眺望を描いた江戸時代の彩色画（「法多山トツゝキノ山横砂ノ海見ヱル」藤長庚編集『遠江古蹟圖會』1803年。国立国会図書館蔵）

- 1889年（明治22年）4月1日 - 町村制の施行により、横須賀町、西大淵村、沖ノ須村、山崎村［一部］が合併して城東郡大須賀村が発足。
- 1896年（明治29年）4月1日 - 郡制の施行により所属郡が小笠郡に変更。
- 1914年（大正3年）5月1日 - 大須賀村が町制施行・改称して横須賀町となる。
- 1956年（昭和31年）6月1日 - 大淵村と合併して大須賀町が発足。同日横須賀町廃止。

## 交通

### 鉄道路線
- 静岡鉄道
  - 駿遠線
    - 河原町駅 - 新横須賀駅 - 七軒町駅 - 石津駅

### 道路
- 国道150号

## 教育機関

### 高等学校
静岡県立横須賀高等学校

### 中学校
町立の中学校(名称不明)(現・掛川市立大須賀中学校)

### 小学校
横須賀町立横須賀小学校(現・掛川市立横須賀小学校)

## 史跡
横須賀城